# Marko Pjaca
Marko Pjaca (IPA: [mâːrko pjât͡sa]; Zagabria, 6 maggio 1995) è un calciatore croato, attaccante o centrocampista svincolato della nazionale croata, con la quale è stato vicecampione del mondo nel 2018.

## Caratteristiche tecniche
Ala in possesso di buone doti tecniche, è in grado di calciare con entrambi i piedi e di agire su ambedue i lati del campo, pur prediligendo il piede destro e la fascia sinistra; all'occorrenza può essere impiegato anche come trequartista o seconda punta. La rapidità nello scatto e l'abilità nel dribbling lo rendono molto efficace nel superare il diretto avversario e convergere verso il centro dell'area per calciare in porta.
Considerato in giovane età come uno dei talenti più promettenti della sua generazione, la sua ascesa è stata frenata da numerosi infortuni, impedendogli di emergere nel panorama calcistico internazionale.

## Carriera

### Club

#### Gli inizi, Lokomotiva Zagabria
Esordisce in massima serie con la Lokomotiva Zagabria nella stagione 2011-2012, nella quale gioca una partita, senza segnare. L'anno seguente gioca invece 17 partite, segnando anche un gol. Nella stagione 2013-2014 gioca entrambe le partite disputate dalla sua squadra nei preliminari di Europa League, terminate con l'eliminazione per mano dei bielorussi della Dinamo Minsk.

#### Dinamo Zagabria
L'anno successivo passa per 1 milione di euro alla Dinamo Zagabria, con cui gioca 4 partite senza mai segnare nei preliminari di Champions League; successivamente segna 3 gol in 4 partite giocate in Europa League. Nella stagione 2015-2016 segna 2 reti in 3 presenze nei turni preliminari di Champions League. Disputa la sua ultima partita con la squadra croata nella sfida contro i macedoni del Vardar valida per i preliminari di Champions League il 20 luglio 2016; in quell'occasione mette a segno una doppietta su rigore e un assist che permettono alla sua squadra di trionfare per 3-2 sugli avversari, venendo poi salutato con una standing ovation dai suoi tifosi al momento della sostituzione nel finale.

#### Juventus e prestiti a Schalke 04 e Fiorentina
Il 21 luglio 2016 viene acquistato per 23 milioni di euro dalla Juventus, con cui firma un contratto di cinque anni; sceglie di indossare la maglia numero 20. Fa il suo esordio con i bianconeri il 27 agosto seguente, nella vittoria per 1-0 contro la Lazio all'Olimpico, subentrando a Paulo Dybala all'88º minuto di gioco. Il 22 febbraio 2017 segna il suo primo gol con la maglia della Juventus, nella partita vinta per 2-0 sul campo del Porto nell'andata degli ottavi di finale di Champions League.
Il 28 marzo 2017 subisce un grave infortunio al ginocchio destro durante una partita con la nazionale croata, che lo costringe ad uno stop durato quasi otto mesi.
Il 5 gennaio 2018 viene ceduto in prestito ai tedeschi dello Schalke 04 fino al termine della stagione. Il 13 gennaio fa il suo esordio con la nuova maglia, nella sconfitta per 1-3 sul campo del Lipsia. Una settimana più tardi mette a segno la sua prima rete con lo Schalke, nel match casalingo pareggiato per 1-1 contro l'Hannover 96. Al termine della stagione ritorna ai bianconeri.
Il 7 agosto 2018 viene ceduto in prestito alla Fiorentina per 2 milioni di euro, con diritto di riscatto fissato a 20 milioni di euro. Il 26 agosto debutta con i viola in campionato nel 6-1 casalingo al Chievo, subentrando a Federico Chiesa al 74' di gioco. Il successivo 22 settembre segna il suo primo gol in serie A, aprendo le marcature nel 3-0 alla SPAL. Nel marzo 2019 subisce un altro grave infortunio in allenamento, rompendosi il legamento crociato anteriore del ginocchio sinistro, che lo costringe a chiudere anticipatamente la stagione, con quell'unico gol in 19 presenze.

#### Ritorno alla Juventus, Anderlecht, Genoa, Torino ed Empoli
A fine stagione torna alla Juventus, che lo mantiene nelle proprie file in quanto il croato deve ancora recuperare dall'infortunio al ginocchio ed escludendolo dalla lista Champions. Recuperata la forma fisica, il 7 dicembre viene convocato per la trasferta di campionato con la Lazio, senza però giocare. Il 15 gennaio 2020, agli ottavi di finale di Coppa Italia vinti 4-0 contro l'Udinese, fa il suo esordio stagionale subentrando a Paulo Dybala al 75º minuto di gioco. Il 31 gennaio viene poi ceduto in prestito all'Anderlecht.
A fine stagione ritorna a Torino e inizia la preparazione della nuova stagione con la squadra bianconera, ma il 18 settembre passa in prestito al Genoa. Due giorni dopo, all'esordio con i grifoni, segna subito contro il Crotone (4-1), pochi minuti dopo essere entrato. In tutto mette insieme 3 gol e 2 assist in 38 presenze.
Il 28 luglio 2021 viene ceduto in prestito con diritto di riscatto al Torino. Il 17 settembre segna il suo primo gol con i granata, che permette al Torino di espugnare il campo del Sassuolo; chiude l'annata con tre reti in 28 presenze.
Tornato alla Juventus alla fine del prestito con i granata, il 1º settembre 2022 passa in prestito con diritto di riscatto all'Empoli. Terminato il prestito alla squadra toscana, torna alla squadra bianconera.

#### Rijeka e ritorno alla Dinamo Zagabria
Il 1º settembre 2023, Pjaca torna definitivamente in Croazia, venendo ingaggiato dal Rijeka, con cui firma un contratto triennale. Il 16 settembre seguente, segna una doppietta decisiva nella vittoria per 2-1 in campionato contro l'Osijek, interrompendo così un periodo privo di reti che durava dal dicembre del 2021. Dopo un solo anno lascia il club.
Il 3 luglio 2024 annuncia il suo ritorno alla Dinamo Zagabria ad otto anni dalla sua ultima apparizione.

### Nazionale
Dopo aver giocato delle partite amichevoli con le nazionali giovanili croate dall'Under-17 all'Under-21, nel giugno del 2013 viene inserito nella lista dei convocati per il Mondiale Under-20, giocando da titolare nella prima partita della fase a gironi, vinta per 1-0 contro l'Uruguay; viene schierato dal primo minuto anche nella partita successiva, pareggiata per 1-1 contro l'Uzbekistan.
Il 4 settembre 2014 fa il suo esordio in nazionale maggiore. Il 4 giugno 2016 sigla il primo gol nella goleada di 10-0 in amichevole contro San Marino. Viene convocato per gli Europei 2016 in Francia, risultando tra i migliori nella vittoria con la Spagna che vale il primo posto nel gruppo D. Il 28 marzo 2017, nel corso dell'amichevole persa per 0-3 contro l'Estonia, subisce un grave infortunio al ginocchio destro, riportando la rottura del legamento crociato anteriore ed una parziale lesione del menisco e del collaterale. Prende parte al Mondiale di Russia 2018, scendendo in campo tre volte, fra cui anche la finalissima (subentrando a 8 minuti dalla fine), persa dai croati per 4-2 contro la Francia.

## Statistiche

### Presenze e reti nei club
Statistiche aggiornate al 25 maggio 2025.
| Stagione                   | Squadra                    | Campionato                 | Campionato | Campionato | Coppa nazionali | Coppa nazionali | Coppa nazionali | Coppe continentali | Coppe continentali | Coppe continentali | Altre coppe | Altre coppe | Altre coppe | Totale | Totale |
| Stagione                   | Squadra                    | Comp                       | Pres       | Reti       | Comp            | Pres            | Reti            | Comp               | Pres               | Reti               | Comp        | Pres        | Reti        | Pres   | Reti   |
| -------------------------- | -------------------------- | -------------------------- | ---------- | ---------- | --------------- | --------------- | --------------- | ------------------ | ------------------ | ------------------ | ----------- | ----------- | ----------- | ------ | ------ |
| 2011-2012                  | Lokomotiva Zagabria        | 1.HNL                      | 1          | 0          | CC              | 0               | 0               | -                  | -                  | -                  | -           | -           | -           | 1      | 0      |
| 2012-2013                  | Lokomotiva Zagabria        | 1.HNL                      | 17         | 2          | CC              | 6               | 2               | -                  | -                  | -                  | -           | -           | -           | 23     | 4      |
| 2013-2014                  | Lokomotiva Zagabria        | 1.HNL                      | 31         | 7          | CC              | 0               | 0               | UEL                | 2                  | 0                  | -           | -           | -           | 33     | 7      |
| Totale Lokomotiva Zagabria | Totale Lokomotiva Zagabria | Totale Lokomotiva Zagabria | 49         | 9          |                 | 6               | 2               |                    | 2                  | 0                  |             | -           | -           | 57     | 11     |
| 2014-2015                  | Dinamo Zagabria            | 1.HNL                      | 32         | 11         | CC              | 7               | 0               | UCL+UEL            | 4+4                | 0+3                | SC          | 1           | 0           | 48     | 14     |
| 2015-2016                  | Dinamo Zagabria            | 1.HNL                      | 28         | 8          | CC              | 2               | 1               | UCL                | 12                 | 3                  | -           | -           | -           | 42     | 12     |
| ago. 2016                  | Dinamo Zagabria            | 1.HNL                      | 1          | 0          | CC              | 0               | 0               | UCL                | 1                  | 2                  | -           | -           | -           | 2      | 2      |
| ago. 2016-2017             | Juventus                   | A                          | 14         | 0          | CI              | 2               | 0               | UCL                | 4                  | 1                  | SI          | 0           | 0           | 20     | 1      |
| 2017-gen. 2018             | Juventus                   | A                          | 0          | 0          | CI              | 0               | 0               | UCL                | 0                  | 0                  | SI          | 0           | 0           | 0      | 0      |
| gen.-giu. 2018             | Schalke 04                 | BL                         | 7          | 2          | CG              | 2               | 0               | -                  | -                  | -                  | -           | -           | -           | 9      | 2      |
| 2018-2019                  | Fiorentina                 | A                          | 19         | 1          | CI              | 0               | 0               | -                  | -                  | -                  | -           | -           | -           | 19     | 1      |
| 2019-gen. 2020             | Juventus                   | A                          | 0          | 0          | CI              | 1               | 0               | UCL                | -                  | -                  | SI          | 0           | 0           | 1      | 0      |
| Totale Juventus            | Totale Juventus            | Totale Juventus            | 14         | 0          |                 | 3               | 0               |                    | 4                  | 1                  |             | 0           | 0           | 21     | 1      |
| gen.-ago. 2020             | Anderlecht                 | D1                         | 4          | 1          | CB              | 0               | 0               | -                  | -                  | -                  | -           | -           | -           | 4      | 1      |
| 2020-2021                  | Genoa                      | A                          | 35         | 3          | CI              | 3               | 0               | -                  | -                  | -                  | -           | -           | -           | 38     | 3      |
| 2021-2022                  | Torino                     | A                          | 24         | 3          | CI              | 2               | 0               | -                  | -                  | -                  | -           | -           | -           | 26     | 3      |
| 2022-2023                  | Empoli                     | A                          | 17         | 0          | CI              | -               | -               | -                  | -                  | -                  | -           | -           | -           | 17     | 0      |
| 2023-2024                  | Rijeka                     | HNL                        | 27         | 7          | CC              | 4               | 0               | UECL               | -                  | -                  | -           | -           | -           | 31     | 7      |
| 2024-2025                  | Dinamo Zagabria            | HNL                        | 34         | 6          | CC              | 2               | 0               | UCL                | 8                  | 3                  | -           | -           | -           | 44     | 9      |
| Totale Dinamo Zagabria     | Totale Dinamo Zagabria     | Totale Dinamo Zagabria     | 95         | 25         |                 | 11              | 1               |                    | 29                 | 11                 |             | 1           | 0           | 136    | 37     |
| Totale carriera            | Totale carriera            | Totale carriera            | 291        | 51         |                 | 31              | 3               |                    | 35                 | 12                 |             | 1           | 0           | 358    | 66     |

### Cronologia presenze e reti in nazionale
| Cronologia completa delle presenze e delle reti in nazionale ― Croazia | Cronologia completa delle presenze e delle reti in nazionale ― Croazia | Cronologia completa delle presenze e delle reti in nazionale ― Croazia | Cronologia completa delle presenze e delle reti in nazionale ― Croazia | Cronologia completa delle presenze e delle reti in nazionale ― Croazia | Cronologia completa delle presenze e delle reti in nazionale ― Croazia | Cronologia completa delle presenze e delle reti in nazionale ― Croazia | Cronologia completa delle presenze e delle reti in nazionale ― Croazia |
| Data                                                                   | Città                                                                  | In casa                                                                | Risultato                                                              | Ospiti                                                                 | Competizione                                                           | Reti                                                                   | Note                                                                   |
| ---------------------------------------------------------------------- | ---------------------------------------------------------------------- | ---------------------------------------------------------------------- | ---------------------------------------------------------------------- | ---------------------------------------------------------------------- | ---------------------------------------------------------------------- | ---------------------------------------------------------------------- | ---------------------------------------------------------------------- |
| 4-9-2014                                                               | Pola                                                                   | Croazia                                                                | 2 – 0                                                                  | Cipro                                                                  | Amichevole                                                             | -                                                                      | 78’                                                                    |
| 7-6-2015                                                               | Zagabria                                                               | Croazia                                                                | 4 – 0                                                                  | Gibilterra                                                             | Amichevole                                                             | -                                                                      | 57’                                                                    |
| 3-9-2015                                                               | Baku                                                                   | Azerbaigian                                                            | 0 – 0                                                                  | Croazia                                                                | Qual. Euro 2016                                                        | -                                                                      |                                                                        |
| 6-9-2015                                                               | Oslo                                                                   | Norvegia                                                               | 2 – 0                                                                  | Croazia                                                                | Qual. Euro 2016                                                        | -                                                                      | 63’                                                                    |
| 10-10-2015                                                             | Sofia                                                                  | Bulgaria                                                               | 0 – 1                                                                  | Croazia                                                                | Qual. Euro 2016                                                        | -                                                                      | 60’                                                                    |
| 13-10-2015                                                             | Ta' Qali                                                               | Malta                                                                  | 0 – 1                                                                  | Croazia                                                                | Qual. Euro 2016                                                        | -                                                                      | 83’                                                                    |
| 27-5-2016                                                              | Koprivnica                                                             | Croazia                                                                | 1 – 0                                                                  | Moldavia                                                               | Amichevole                                                             | -                                                                      | 46’                                                                    |
| 4-6-2016                                                               | Fiume                                                                  | Croazia                                                                | 10 – 0                                                                 | San Marino                                                             | Amichevole                                                             | 1                                                                      | 75’                                                                    |
| 12-6-2016                                                              | Parigi                                                                 | Turchia                                                                | 0 – 1                                                                  | Croazia                                                                | Euro 2016 - 1º turno                                                   | -                                                                      | 90+3’                                                                  |
| 21-6-2016                                                              | Bordeaux                                                               | Croazia                                                                | 2 – 1                                                                  | Spagna                                                                 | Euro 2016 - 1º turno                                                   | -                                                                      | 90+2’                                                                  |
| 25-6-2016                                                              | Lens                                                                   | Croazia                                                                | 0 – 1 dts                                                              | Portogallo                                                             | Euro 2016 - Ottavi di finale                                           | -                                                                      | 110’                                                                   |
| 5-9-2016                                                               | Zagabria                                                               | Croazia                                                                | 1 – 1                                                                  | Turchia                                                                | Qual. Mondiali 2018                                                    | -                                                                      | 80’                                                                    |
| 28-3-2017                                                              | Tallinn                                                                | Estonia                                                                | 3 – 0                                                                  | Croazia                                                                | Amichevole                                                             | -                                                                      | 66’                                                                    |
| 24-3-2018                                                              | Miami Gardens                                                          | Perù                                                                   | 2 – 0                                                                  | Croazia                                                                | Amichevole                                                             | -                                                                      | 71’                                                                    |
| 28-3-2018                                                              | Arlington                                                              | Messico                                                                | 0 – 1                                                                  | Croazia                                                                | Amichevole                                                             | -                                                                      | 60’                                                                    |
| 3-6-2018                                                               | Liverpool                                                              | Brasile                                                                | 2 – 0                                                                  | Croazia                                                                | Amichevole                                                             | -                                                                      | 64’                                                                    |
| 16-6-2018                                                              | Kaliningrad                                                            | Croazia                                                                | 2 – 0                                                                  | Nigeria                                                                | Mondiali 2018 - 1º turno                                               | -                                                                      | 86’                                                                    |
| 26-6-2018                                                              | Rostov                                                                 | Islanda                                                                | 1 – 2                                                                  | Croazia                                                                | Mondiali 2018 - 1º turno                                               | -                                                                      | 14’ 70’                                                                |
| 15-7-2018                                                              | Mosca                                                                  | Francia                                                                | 4 – 2                                                                  | Croazia                                                                | Mondiali 2018 - Finale                                                 | -                                                                      | 82’                                                                    |
| 6-9-2018                                                               | Lisbona                                                                | Portogallo                                                             | 1 – 1                                                                  | Croazia                                                                | Amichevole                                                             | -                                                                      | 72’                                                                    |
| 11-9-2018                                                              | Elche                                                                  | Spagna                                                                 | 6 – 0                                                                  | Croazia                                                                | UEFA Nations League 2018-2019 - 1º turno                               | -                                                                      | 62’                                                                    |
| 12-10-2018                                                             | Fiume                                                                  | Croazia                                                                | 0 – 0                                                                  | Inghilterra                                                            | UEFA Nations League 2018-2019 - 1º turno                               | -                                                                      | 68’                                                                    |
| 15-10-2018                                                             | Fiume                                                                  | Croazia                                                                | 2 – 1                                                                  | Giordania                                                              | Amichevole                                                             | -                                                                      |                                                                        |
| 15-11-2018                                                             | Zagabria                                                               | Croazia                                                                | 3 – 2                                                                  | Spagna                                                                 | UEFA Nations League 2018-2019 - 1º turno                               | -                                                                      | 89’                                                                    |
| 26-3-2024                                                              | Il Cairo                                                               | Egitto                                                                 | 2 – 4                                                                  | Croazia                                                                | Amichevole                                                             | -                                                                      |                                                                        |
| 3-6-2024                                                               | Fiume                                                                  | Croazia                                                                | 3 – 0                                                                  | Macedonia del Nord                                                     | Amichevole                                                             | -                                                                      | 60’                                                                    |
| 8-9-2024                                                               | Osijek                                                                 | Croazia                                                                | 1 – 0                                                                  | Polonia                                                                | UEFA Nations League 2024-2025 - 1º turno                               | -                                                                      | 14’                                                                    |
| 15-11-2024                                                             | Glasgow                                                                | Scozia                                                                 | 1 – 0                                                                  | Croazia                                                                | UEFA Nations League 2024-2025 - 1º turno                               | -                                                                      | 82’                                                                    |
| Totale                                                                 |                                                                        | Presenze                                                               | 28                                                                     |                                                                        | Reti                                                                   | 1                                                                      |                                                                        |

| Cronologia completa delle presenze e delle reti in nazionale ― Croazia under 21 | Cronologia completa delle presenze e delle reti in nazionale ― Croazia under 21 | Cronologia completa delle presenze e delle reti in nazionale ― Croazia under 21 | Cronologia completa delle presenze e delle reti in nazionale ― Croazia under 21 | Cronologia completa delle presenze e delle reti in nazionale ― Croazia under 21 | Cronologia completa delle presenze e delle reti in nazionale ― Croazia under 21 | Cronologia completa delle presenze e delle reti in nazionale ― Croazia under 21 | Cronologia completa delle presenze e delle reti in nazionale ― Croazia under 21 |
| Data                                                                            | Città                                                                           | In casa                                                                         | Risultato                                                                       | Ospiti                                                                          | Competizione                                                                    | Reti                                                                            | Note                                                                            |
| ------------------------------------------------------------------------------- | ------------------------------------------------------------------------------- | ------------------------------------------------------------------------------- | ------------------------------------------------------------------------------- | ------------------------------------------------------------------------------- | ------------------------------------------------------------------------------- | ------------------------------------------------------------------------------- | ------------------------------------------------------------------------------- |
| 9-9-2013                                                                        | Leopoli                                                                         | Ucraina under 21                                                                | 0 – 2                                                                           | Croazia under 21                                                                | Qual. Europeo Under-21 2015                                                     | -                                                                               |                                                                                 |
| 14-11-2013                                                                      | Pola                                                                            | Croazia under 21                                                                | 0 – 2                                                                           | Svizzera under 21                                                               | Qual. Europeo Under-21 2015                                                     | -                                                                               | 85’                                                                             |
| 5-3-2014                                                                        | Capodistria                                                                     | Slovenia under 21                                                               | 2 – 1                                                                           | Croazia under 21                                                                | Amichevole                                                                      | -                                                                               | 46’                                                                             |
| 28-5-2014                                                                       | Zagabria                                                                        | Croazia under 21                                                                | 1 – 1                                                                           | Ucraina under 21                                                                | Qual. Europeo Under-21 2015                                                     | -                                                                               |                                                                                 |
| 10-10-2014                                                                      | Wolverhampton                                                                   | Inghilterra under 21                                                            | 2 – 1                                                                           | Croazia under 21                                                                | Qual. Europeo Under-21 2015                                                     | -                                                                               |                                                                                 |
| 14-10-2014                                                                      | Vinkovci                                                                        | Croazia under 21                                                                | 1 – 2                                                                           | Inghilterra under 21                                                            | Qual. Europeo Under-21 2015                                                     | -                                                                               |                                                                                 |
| 13-11-2014                                                                      | Sebenico                                                                        | Croazia under 21                                                                | 3 – 0                                                                           | Norvegia under 21                                                               | Amichevole                                                                      | -                                                                               |                                                                                 |
| 11-11-2015                                                                      | Sebenico                                                                        | Croazia under 21                                                                | 4 – 0                                                                           | San Marino under 21                                                             | Qual. Europeo Under-21 2017                                                     | 1                                                                               | 75’                                                                             |
| 17-11-2015                                                                      | Fiume                                                                           | Croazia under 21                                                                | 2 – 3                                                                           | Spagna under 21                                                                 | Qual. Europeo Under-21 2017                                                     | -                                                                               | 66’                                                                             |
| Totale                                                                          |                                                                                 | Presenze                                                                        | 9                                                                               |                                                                                 | Reti                                                                            | 1                                                                               |                                                                                 |

## Palmarès

### Club

#### Competizioni nazionali
- Campionato croato: 2

Dinamo Zagabria: 2014-2015, 2015-2016
- Coppa di Croazia: 2

Dinamo Zagabria: 2014-2015, 2015-2016
- Campionato italiano: 1

Juventus: 2016-2017
- Coppa Italia: 1

Juventus: 2016-2017